# Jeremiah Brandreth

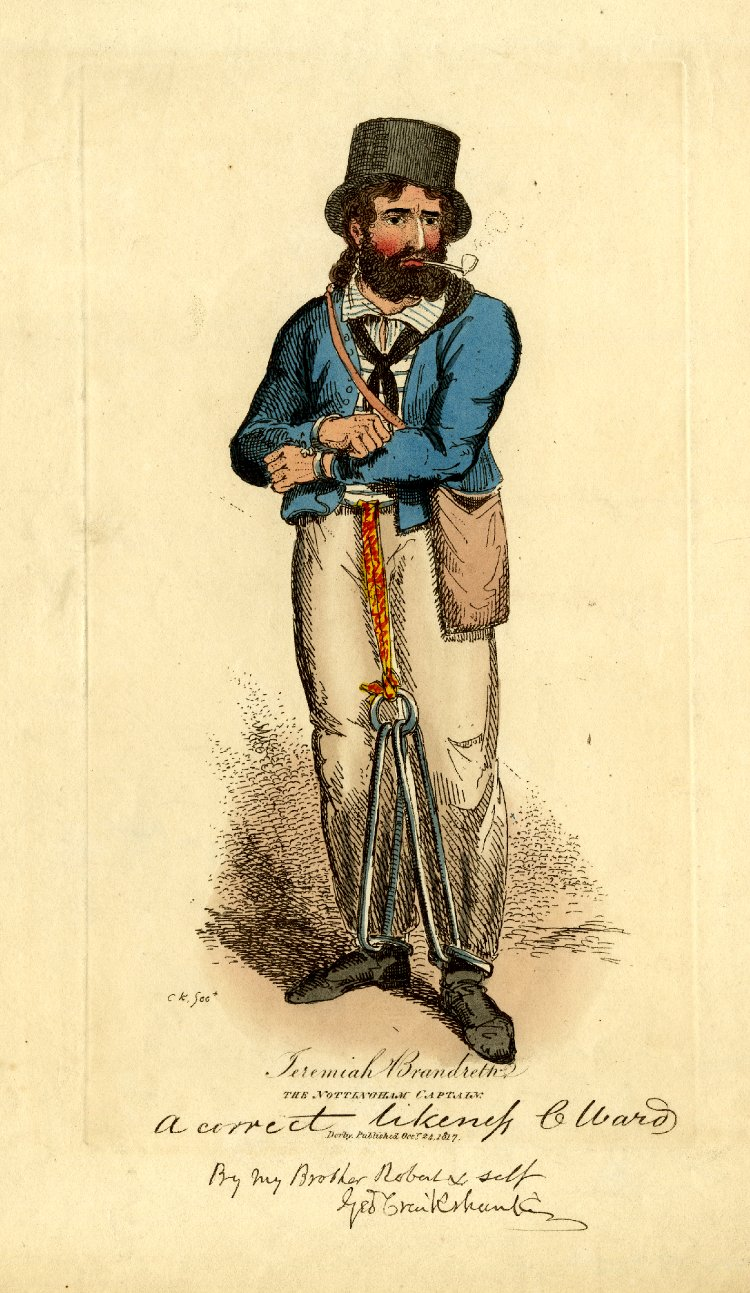
Jeremiah Brandreth (Karikatur von George Cruikshank, Oktober 1817)

Jeremiah Brandreth (* 1785 in Wilford; † 7. November 1817 in Derby), auch als „The Nottingham Captain“ bekannt, war ein britischer Strumpfmacher und einer der Anführer des Aufstandes von Pentrich.
Er wurde wegen Verrats durch den Strang hingerichtet.

## Leben
Über Brandreths Herkunft ist kaum etwas bekannt, was zu vielen Spekulationen Anlass gegeben hat. Offenbar diente er zeitweilig in der Armee, lernte Strumpfmacher und lebte anschließend mit seiner Frau und zwei Kindern in Sutton-in-Ashfield. Wahrscheinlich hatte er sich bereits 1811 dem Luddismus angeschlossen, der sich gegen die beginnende Industrialisierung der Textilindustrie richtete.
1817 hatte sich in der Region eine Protestbewegung formiert, deren Anhänger sich vorwiegend in Wakefield trafen. Brandreth scheint dabei eher auf regionaler Ebene involviert gewesen zu sein. In Wakefield wurden zunächst gleichzeitige Aufstände an verschiedenen Orten geplant. Anschließend wollte man sich um Nottingham sammeln und auf London marschieren. Vorbereitet wurden die Aufstände durch Joseph Mitchell, der dabei von W. J. Richards (alias „Oliver the Spy“, deutsch „Oliver der Spion“) begleitet wurde. Ob Brandreth selbst mit Oliver zusammentraf, ist nicht gesichert. Nachdem Gerüchte über dessen Rolle aufgekommen waren, war Brandreth indes der Einzige, der mit den Aufstandsplänen fortfuhr. Brandreth wird deshalb als Opfer der Intrigen des Innenministers Henry Addington, 1. Viscount Sidmouth angesehen, der harte Maßnahmen gegen die Ludditen ergriffen und dabei möglicherweise auch den Agent Provocateur Oliver eingesetzt hatte.
Am 9. Juni 1817 führten Brandreth und seine Mitverschwörer Isaac Ludlam und William Turner eine schlecht bewaffnete Gruppe von ungefähr 200 bis 300 Mann, überwiegend Strumpfmacher und Hüttenarbeiter, von dem Ort Pentrich in Derbyshire nach Nottingham. Bei dem Versuch, auf Bauernhöfen weitere Waffen zu requirieren, erschoss Brandreth einen Knecht. Seinen Männern versprach er, dass Nottingham schon kapitulieren würde, bevor sie angekommen wären und dass man von dort nach London weiterziehen und die Stadt gemeinsam mit Truppen aus Yorkshire einnehmen werde. Gleichzeitig drohte er, Deserteure zu erschießen. Als sich am nächsten Tag bei Giltbrook, in der Nähe von Eastwood, eine kleine Truppe Husaren näherte, warfen die Männer ihre Waffen weg und zerstreuten sich. Brandreth gelang zunächst die Flucht. Er wurde später bei dem Versuch verhaftet, Kontakt mit seiner Frau aufzunehmen, die mit dem dritten Kind schwanger war.

## Der Prozess

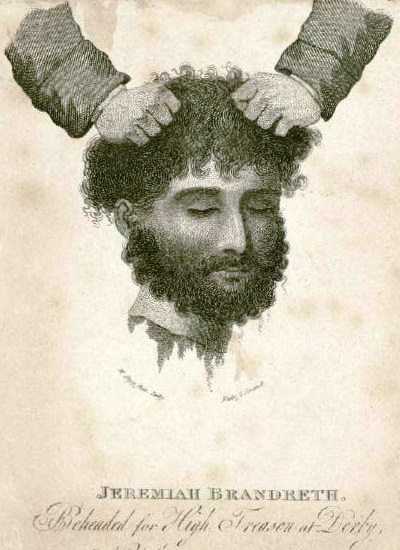
Zeitgenössische Zeichnung des abgeschlagenen Kopfes von Brandreth

35 Personen wurde vor einem Sondergericht der Prozess gemacht, wobei jede Erwähnung der Beteiligung Olivers vermieden wurde. Brandreth verweigerte bis zu seiner Hinrichtung nähere Auskünfte über die Hintergründe des Aufstandes. Brandreth, William Turner und Isaac Ludlam wurden zum Tode durch Hängen, Ausweiden und Vierteilen verurteilt. Die Strafe wurde von Georg IV. – damals noch Prinzregent – gemildert.
Auf dem Schafott erklärte einer der Männer, dass sie von Lord Sidmouth und „Oliver dem Spion“ manipuliert worden seien. Diese Behauptung wurde später von Edward Baines vom Leeds Mercury untersucht. Baines fand genügend Beweise, um diese zu veröffentlichen. Die drei zum Tode Verurteilten wurden gehängt; anschließend wurde ihnen der Kopf mit einer Axt abgetrennt.
Das Brett, auf dem die Leichen lagen, als diese enthauptet wurden, befindet sich heute im Derby Museum.
Über Brandreths Motive ist viel spekuliert worden. Während manche Historiker ihn als Verzweiflungstäter und Hitzkopf charakterisieren, haben andere ihn zu einem revolutionären Arbeiterführer erklärt.